# Thalassodes aequaria
Thalassodes aequaria là một loài bướm đêm trong họ Geometridae.